# ريفييرا

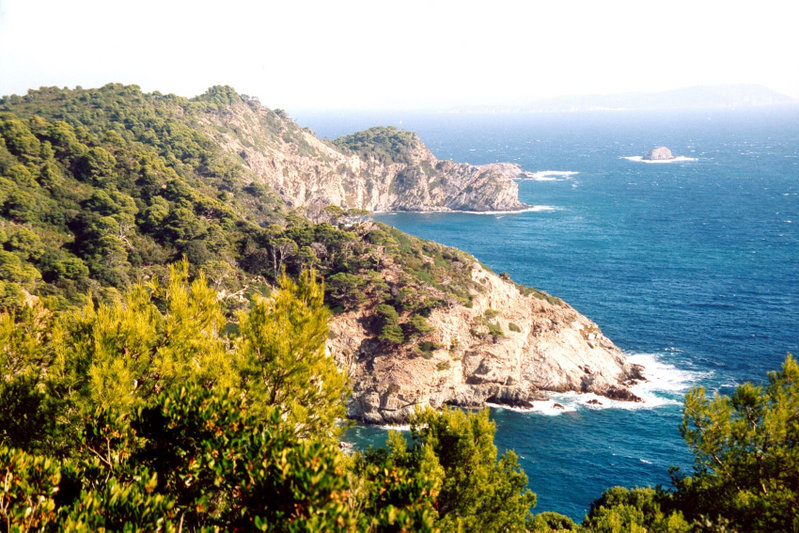

ريفييرا، (Riviera) النطق الإيطالي: ‎[riˈvjɛːra]‏، هي كلمة إيطالية تعني «الساحل»، والمستمدة أساسا من الكلمة اللاتينية (ripa)، والتي استخدمت في اللغة ليغورية
(rivea) لتشير إلى ساحل ليغوريا. المنطقتين المعروفة حاليا في الإنجليزية باسم «ريفييرا» من دون تسميات إضافية هي:
- الريفييرا الفرنسية، وهي جزء من الساحل الجنوبي لفرنسا.
- الريفييرا الإيطالية، وهي جزء من سواحل إيطاليا.

كذلك، فأنه يمكن أن يطلق مسمى ريفييرا على أي ساحل، يمتلك خاصية طوبوغرافية متنوعة وأجواء مشمسة وتلاقي شعبية لدى السياح. وهناك سواحل عديدة أطلق عليها ريفييرا ومنها ما يلي:

## أفريقيا
- ريفييرا البحر الأحمر، الشاطئ الشرقي لمصر

## أمريكا
- الريفييرا الأمريكية، سانتا باربرا بولاية كاليفورنيا.
- كجون ريفييرا، وهو لقب مختصر لـ هولي بيتش، لويزيانا.
- الريفييرا المكسيكية، الساحل الغربي للمكسيك بما في ذلك أكابولكو.
- رينديك ريفييرا، اسم مختصر لـ بنما سيتي بيتش، فلوريدا
- ريفيرا الجنوب، يستخدم من قبل العديد للإشارة إليفورت لاودردال، فلوريدا
- ريفييرا مايا، على ساحل البحر الكاريبي من شبه جزيرة يوكاتان.

## آسيا وأوقيانوسيا
- الريفييرا الصينية، المنطقة الساحلية في تشوهاى، الصين
- الريفييرا الأسترالية، غولد كوست، كوينزلاند.

## أوروبا
- أثينا ريفييرا، ساحل أثينا على الخليج الساروني.
- الريفيرا الألبانية، في جنوب ألبانيا
- الريفييرا النمساوية، وهي الشريط الساحلي السابق من النمسا-المجر بالقرب تريستا على البحر الأدرياتيكي.
- الريفييرا البلجيكية أو أوستند، وهي جزء من الساحل البلجيكي.
- بودفا ريفييرا، في الجبل الأسود.
- الريفييرا البلغارية، ساحل البحر الأسود البلغاري.
- الريفييرا القوقازية، روسيا: سوتشي، جورجيا: أبخازيا وأجاريا،
- ريفييرا القرم، الساحل الجنوبي لشبه جزيرة القرم.
- الريفييرا الإنجليزية، تورباي في جنوب غرب إنجلترا.
- ماكارسكا ريفييرا، في كرواتيا.
- الريفييرا البرتغالية.
- الريفييرا الرومانية، ساحل رومانيا على البحر الأسود.
- الريفييرا السلوفينية، ساحل سلوفينيا على البحر الأدرياتيكي.
- الريفييرا الإسبانية، كوستا ديل سول، كوستا برافا، كوستا بلانكا
- الريفيرا السويسرية، فيفي ومونترو.
- ساسكس ريفييرا، وورثينق، ويست ساسكس.
- الريفيرا التركية، والمعروف أيضا باسم ساحل الفيروز.